# امارات.
امارات. (amarat, punycode: .xn--mgbaam7a8h) – krajowa domena najwyższego poziomu o nazwie zapisanej pismem arabskim, przypisana do Zjednoczonych Emiratów Arabskich. Została uruchomiona 5 maja 2010 roku. 
Domena najwyższego poziomu Zjednoczonych Emiratów Arabskich o nazwie łacinskiej to .ae. 